# Legends Never Die
Legends Never Die ist das zweite Soloalbum des US-amerikanischen Rappers R. A. The Rugged Man. Es erschien am 30. April 2013 über das Label Nature Sounds. Mit The People's Champ und Learn Truth wurden zwei Stücke der Veröffentlichung als Singles ausgekoppelt.

## Titelliste
1. Still Diggin Wit Buck (Legends Intro) – 1:34
2. The People's Champ – 3:55
3. Definition of a Rap Flow (feat. Amalie Bruun) – 3:29
4. Learn Truth (feat. Talib Kweli) – 3:16
5. Bang Boogie – 1:55
6. Tom Thum – 3:12
7. Holla-Loo-Yuh (feat. Tech N9ne und Krizz Kaliko) – 3:12
8. Media Midgets – 3:43
9. Shoot Me in the Head – 3:54
10. Legends Never Die (Daddy's Halo) – 3:21
11. The Dangerous Three (feat. Brother Ali und Masta Ace) – 3:58
12. Luv to Fuk (feat. Eamon) – 4:19
13. Underground Hitz (feat. Hopsin) – 2:49
14. Laugh, Clown, Laugh – 2:55
15. Sam Peckinpah (feat. Vinnie Paz und Sadat X) – 3:18
16. Outro – 0:32
17. Still Get Through The Day (feat. Eamon) – 3:36

## Rezeption

### Verkäufe
In der ersten Woche wurden 4.000 Einheiten des Albums in den Vereinigten Staaten verkauft.

### Kritik
Die E-Zine Laut.de bewertete Legends Never Die mit fünf von möglichen fünf Bewertungspunkten. Aus Sicht der Redakteurin Dani Fromm kümmere sich R. A. The Rugged Man nicht um „Moden, Erwartungshaltungen oder aus geschäftlichen Erwägungen erwachsene Zwänge“, sondern gehorche lediglich der Maxime seiner „künstlerische[n] Unabhängigkeit.“ Auch die Produktionen werden gelobt. Diese enthalten etwa „Klassik-Samples und Scratches, Beatbox und spinnerte Orchesterklänge, Kinderchöre und Operettendiven, Boom-Bap oder langsamer Walzer.“ Des Weiteren werden die Gastbeiträge positiv kritisiert, darunter vor allem von Eamon und Krizz Kalikos. R. A. The Rugged Man pendele darüber hinaus „thematisch von einem Extrem ins nächste“ und verfüge über einen „irrwitzige[n] Flow.“

### Bestenliste
In der Liste der besten „Hip Hop-Alben des Jahres“ 2013 von Laut.de wurde Legends Never Die auf Rang 2 platziert. Aus Sicht der Redaktion bleibe R. A. The Rugged Man, „auch wenn es manch einem Drake- und Kanye-Jünger nicht munden mag, ‚the motherfuckin' champ of the people, people.‘“